# 2009 (album)
| Recensione | Giudizio |
| ---------- | -------- |
| HipHopDX   |          |
| Pitchfork  | 6,3/10   |

2009 è un album in studio collaborativo dei rapper statunitensi Wiz Khalifa e Curren$y, pubblicato l'8 febbraio 2019 dalle etichette discografiche Jet Life Recordings ed Atlantic Records. La produzione dell'album è stata gestita invece da Cardo, Dame Grease, DJ Fresh, Harry Fraud, Monstabeatz, Ricky P, Sledgren, Van Gogh e Z Cook. Inoltre presenta le partecipazioni dei rapper Problem e Ty Dolla $ign. L'album è stato accolto in maniera largamente sufficiente da parte della critica specializzata.

## Performance commerciale
Negli Stati Uniti l'album ha debuttato alla posizione numero 35 della Billboard 200, vendendo 16.000 unità equivalenti ad album.

## Tracce
Testi di Cameron Jibril Thomaz e Shante Scott Franklin, eccetto dove indicato.
1. Garage Talk – 2:56 (musica: Dame Grease)
2. 10 Piece – 2:48 (musica: Dame Grease)
3. Benz Boys (feat. Ty Dolla $ign) – 3:38 (testo: Thomaz • Franklin • Tyrone William Griffin Jr. – musica: Dame Grease)
4. The Life – 3:03 (musica: Cardo)
5. Find a Way – 3:01 (musica: Cardo)
6. Eastside – 2:17 (musica: Cardo)
7. From the Start – 2:09 (musica: DJ Fresh)
8. No Clout Chasin – 2:51 (musica: Ricky P • Z Cook)
9. Getting Loose (feat. Problem) – 3:01 (testo: Thomaz • Franklin • Jason Martin – musica: Problem • Van Gogh)
10. Stoned Gentleman – 2:54 (musica: Sledgren)
11. First or Last – 2:38 (musica: DJ Fresh)
12. Plot Twist – 2:26 (musica: Monstabeatz)
13. Bottle Poppers – 3:07 (musica: DJ Fresh)
14. Forever Ball – 3:29 (musica: Harry Fraud)

## Classifiche
Classifiche settimanali
| Classifica (2019)         | Posizione massima |
| ------------------------- | ----------------- |
| Stati Uniti               | 35                |
| Stati Uniti (R&B/Hip-Hop) | 19                |